# InBev
La InBev è stato il maggiore produttore di birra al mondo per quantità prodotta. Rappresenta una quota di mercato di circa il 13%, ed una produzione di 190 milioni di ettolitri di birra e 25 milioni di ettolitri di limonate. Il gruppo ha circa 86.000 dipendenti (2007).

## Profilo
InBev opera in 30 paesi e vende i propri prodotti in oltre 180. Nel 2006 presentava una capitalizzazione di 30,6 miliardi di euro, un profitto di oltre 3,2 miliardi di € ed un fatturato di 13,3 miliardi.
La sede sociale è situata a Lovanio in Belgio, nello stesso stabilimento dove aveva precedentemente sede la Interbrew, la compagnia che fondendosi con la brasiliana AmBev ha dato vita alla InBev.
Gli investimenti si concentrano attualmente su tre marchi mondiali: Stella Artois, Beck's e Brahma. La InBev produce anche altri marchi, molti conosciuti a livello internazionale, come Jupiler, Hoegaarden (birra bianca), Staropramen, Leffe, Bass, Tennent's o Labatt. InBev ha creato catene di bar ed industrie della birra per vendere direttamente i suoi prodotti: in Francia rappresenta infatti 200 marchi.

## Storia
Il 3 marzo 2004, Interbrew (uscita della fusione delle industrie della birra Stella Artois con sede a Lovanio in Belgio e la distilleria Piedbœuf di Jupille sempre in Belgio), effettuò un'operazione di fusione aziendale con la fabbrica di birra brasiliana Companhia de Bebidas das Americas (AmBev) per formare InBev.
In seguito alla fusione (l'economia generata da tale fusione si aggirerebbe intorno ai 280 milioni di euro) InBev è divenuto il primo produttore di birra al mondo.
Il 14 luglio 2008 InBev SA/NV acquista al costo di 52 miliardi di dollari (70$ per ogni azione) la Anheuser-Busch, azienda statunitense, detentrice in particolare del marchio Budweiser. Questa operazione darà origine alla formazione di un'altra società, la Anheuser-Busch InBev, che gestisce circa 300 marche di birra. Con questa operazione la neonata Anheuser-Busch InBev è diventata la compagnia madre e la InBev e la Anheuser-Busch sono diventate semplici consociate controllate dalla società capogruppo.

## Azionariato
- Stichting Administratiekantoor INBEV - 52.44%
- Eugénie Patri Sébastien SA - 13.19%
- Fondatori: 1.28%

Aggiornato al 6 settembre 2008 www.euronext.com
Nota: Stichting Administratiekantoor INBEV è controllata al 55.9% da Eugénie Patri Sébastien SA e al 44.1% da BRC Sàrl. EPS SA è riconducibile ai consiglieri di amministrazione Allan Chapin, Philippe de Spoelberch, Arnoud de Pret Roose de Calesberg, Alexandre Van Damme.
BRC Sarl è riconducibile ai consiglieri Jorge Paulo Lemann, Marcel Herrmann Telles, Carlos Alberto da Veiga Sicupira e Roberto Moses Thompson Motta.
Fonte: 

## Italia
In Italia opera attraverso Anheuser-Busch InBev Italia s.p.a.

## Marche di birra detenute da InBev

### Birra a distribuzione mondiale
- Stella Artois
- Beck's
- Budweiser (Anheuser-Busch)

### Altre marche
- Alexander Keith's (Canada)
- Antarctica (Brasile)
- Baisha (Cina)
- Bass (Regno Unito)
- Belle-Vue (Belgio)
- Bergenbier (Belgio)
- Best Ice
- Best Scotch
- Boddingtons (Regno Unito)
- Brahma
- Birra del Borgo (Italia)
- Cafri (Corea del Sud)
- Carling (Regno Unito)
- Cass (Corée du Sud)
- Chernigivski
- Dommelsch (Paesi Bassi)
- Double Deer (Cina)
- Corona (Messico)
- Diekirch (Lussemburgo)

- Franziskaner (Germania)
- Hasseröder (Germania)
- Heldenbrau Super
- Hertog Jan (Paesi Bassi)
- Hoegaarden (Belgio)
- Jingling (Cina)
- Jupiler (Belgio)
- KK (Cina)
- Klinskoye
- Kokanee (Canada)
- Labatt Blue (Canada)
- Labatt 50 (Canada)
- Lucky Lager
- La Bécasse (Belgio)
- Leffe (Belgio)
- Löwenbräu (Germania)
- Mackeson
- Mousel (Lussemburgo)

- OB (Corea del Sud)
- Oranjeboom (Paesi Bassi)
- Safir (Belgio)
- Sibirskaya Korona
- Skol (Brasile)
- Spaten (Germania)
- Tennent's Super (Regno Unito)
- Tolstiak (Ucraina)
- Welsh Smooth
- Whitbread
- Yali (Cina)
- Yantar (Ucraina)
- Zizhulin (Cina)
- Zhujiang (Cina)